# Mike Longo
Michael Joseph „Mike“ Longo (* 19. März 1937 in Cincinnati, Ohio; † 22. März 2020 in New York City, New York) war ein US-amerikanischer Musiker (Piano, Komposition) des Modern Jazz.

## Leben und Wirken
Longo stammte aus einer musikalischen Familie: Seine Mutter war Pianistin und Leiterin eines Kirchenchores und sein Vater war Bassist. Bereits mit drei Jahren erhielt er Klavierunterricht. Mit 15 Jahren spielte er in der Band seines Vaters in Fort Lauderdale, aber auch mit der Band von Cannonball Adderley und in verschiedenen R&B-Bands sowie dem Orchester von Hal McIntyre. Er absolvierte 1959 ein Musikstudium an der Western Kentucky University und zog dann nach New York City. Im dortigen „Metropole Cafe“ wurde er neben Red Allen und Coleman Hawkins Hausmusiker. 1961 ging er nach Toronto, um Unterricht bei Oscar Peterson zu nehmen. 
Wieder zurück in New York gründete Longo ein eigenes Trio mit Paul Chambers und Drummer Chuck Lampkin, mit dem er auch Sänger wie Nancy Wilson, Jimmy Rushing und Joe Williams sowie Solisten wie Roy Eldridge oder Zoot Sims begleitete. Dann holte ihn Dizzy Gillespie in seine Band, deren musikalischer Leiter er bis 1973 war (The Real Thing, 1970). Während dieser Zeit nahm er privaten Kompositionsunterricht bei Gaskin Fields und Hall Overton und bereicherte mit Titeln wie „Frisco“ das Repertoire der Band. Daneben spielte er mit James Moody und Buddy Rich. Als Stipendiat der National Endowment for the Arts schrieb er ein Streichquartett. Zudem leitete er eigene Gruppen wie das großformatige New York State of the Art Jazz Ensemble, mit dem er seit 2000 vier Alben vorlegte. Daneben war er als Dozent an der New School tätig. Er verfasste weit verbreitete Lehrwerke wie „The Improvised Melodic Line“ oder „Theory and Musicianship for the Creative Jazz Improviser“. 
Longo war Mitbegründer der Tradition wöchentlicher Jam-Sessions im New Yorker Bahai-Zentrum zu Ehren von Gillespie. Wie Gillespie (und Moody) war er ein Mitglied der Bahai-Gemeinde. Longo starb im März 2020 an den Folgen einer SARS-CoV-2-Infektion.

## Diskographische Hinweise
- 1972: The Awakening
- 1973: Piano Giants (mit Chick Corea)
- 1973: Funkia
- 1974: 900 Shares of the Blue
- 1976: Talk with the Spirits
- 1986: Solo Recital
- 2000: Explosion (Mike Longo & New York State of the Art Jazz Ensemble)
- 2001: Still Swingin’
- 2011: To My Surprise (Mike Longo Trio + 2, mit Bob Cranshaw, Lewis Nash, Jimmy Owens, Lance Bryant)
- 2017: Only Time Will Tell

## Lexikalischer Eintrag
- Leonard Feather, Ira Gitler: The Biographical Encyclopedia of Jazz. Oxford University Press, New York 1999, ISBN 0-19-532000-X.
- Martin Kunzler: Jazz-Lexikon. Band 1: A–L (= rororo-Sachbuch. Bd. 16512). 2. Auflage. Rowohlt, Reinbek bei Hamburg 2004, ISBN 3-499-16512-0.